# Sihon
Sihon was in de Hebreeuwse Bijbel een koning van de Amorieten die de Israëlieten op hun tocht naar het beloofde land de doorgang door zijn land weigerde. Het kwam tot een veldslag waarbij Sihon werd verslagen. De Israëlieten namen dan de stad Hesbon en het land van de Amorieten in van aan de Arnon tot aan de Jabbok en de grens met de Ammonieten.
Ook in het Bijbelboek Deuteronomium wordt dit verhaal verteld, maar daar wordt erbij gespecificeerd dat alle Amorieten werden “geslagen” en alle vrouwen en kinderen werden “verbannen” (Statenvertaling), alleen het vee van de vijand bleef behouden. Dit is de eerste vermeldingen van de vernietiging van een ander volk door de Israëlieten en de God van Israël.